# Уједињено Краљевство на Летњим олимпијским играма 1900.
Уједињено Краљевство је други пут учествовало на Олимпијским играма 1900. у Паризу.
Репрезентацију је чинило 122 такмичара (121 мушкарац и 1 жена), који су се такмичили у 59 дисциплина у 16 спортова. У укупном пласману по броју освојених медаља Уједињено Краљевство је заузело треће место са освојене 32 медаље од чега је било 15 зладних, 8 сребрних и 9 бронзаних медаља.
Најмлађи учесник био је фудбалер Ерик Тронтон са 18 година и 177 дана, а најстарији Харолд Дилон са 56 година и 128 дана који се такмичио у мачевању.

## Учесници по спортовима
| Спорт         | Мушкарци | Жене | Укупно |    |    |    |    |
| ------------- | -------- | ---- | ------ | -- | -- | -- | -- |
| Атлетика      | 10       | 0    | 10     | 4  | 3  | 2  | 9  |
| Бициклизам    | 1        | 0    | 1      | 0  | 1  | 0  | 1  |
| Ватерполо     | 7        | 0    | 7      | 1  | 0  | 1* | 2* |
| Веслање       | 1        | 0    | 1      | 0  | 0  | 1  | 1  |
| Гимнастика    | 4        | 0    | 4      | 0  | 0  | 0  | 0  |
| Голф          | 11       | 0    | 11     | 0  | 1  | 1  | 2  |
| Коњички спорт | 1        | 0    | 1      | 0  | 0  | 0  | 0  |
| Крикет        | 21       | 0    | 21     | 1  | 1* | 0  | 2* |
| Једрење       | 2        | 0    | 2      | 5  | 0  | 1  | 6  |
| Мачевање      | 3        | 0    | 3      | 0  | 0  | 0  | 0  |
| Пливање       | 10       | 0    | 10     | 2  | 0  | 1  | 3  |
| Поло          | 4        | 0    | 4      | 0  | 0  | 0  | 0  |
| Рагби         | 15       | 0    | 15     | 0  | 1  | 0  | 1  |
| Стрељаштво    | 1        | 0    | 1      | 0  | 0  | 0  | 0  |
| Тенис         | 5        | 1    | 6      | 4  | 2  | 5  | 11 |
| Фудбал        | 12       | 0    | 12*    | 1  | 0  | 1* | 2* |
| Укупно (16)   | 118      | 1    | 119    | 16 | 10 | 11 | 37 |

## Освајачи медаља
Најуспешнији британски такмичар на Играма био је ... који је освојио четири златне медаље на једним играма.

### Злато
1. Алфред Тајсо — атлетика, 800 м
2. Чарлс Бенет — атлетика, 1.500 м
3. Џон Ример — атлетика, 4.000 м препреке
4. Џон Артур Џарвис — пливање, 1.000 м слободно
5. Џон Артур Џарвис — пливање, 4.000 м слободно
6. Шарлот Купер — тенис, појединачно

Поред овог, британски спортисти су били део три мешовита тима са којима су освајали још три златне медаље.

### Сребро
1. Сидни Робинсон — атлетика, 2.500 м препреке
2. Чарлс Бенет — атлетика, 4.000 м препреке
3. Патрик Лихи — атлетика, скок увис

### Бронза
1. Сидни Робинсон — атлетика, 4.000 м препреке
2. Патрик Лихи — атлетика, скок удаљ
3. Сент Џорџ Еш — веслање, скиф
4. Питер Кемп — пливање, 200 м препреке

## Атлетика
| Атлетичар       | Дисциплина       | Лични рекорд | Групе    | Групе        | Финале           | Финале         | Детаљи |
| Атлетичар       | Дисциплина       | Лични рекорд | Резултат | Место        | Резултат         | Место          | Детаљи |
| --------------- | ---------------- | ------------ | -------- | ------------ | ---------------- | -------------- | ------ |
| Алфред Тајсо    | 800 м            | 1:55,6       | РН       | 2 у гр. 1 КВ | 2:01,2           |                |        |
| Чарлс Бенет     | 1.500 м          |              |          |              | 4:06,2 ОР, СР    |                |        |
| Чарлс Бенет     | 4.000 м препреке |              | РН       |              |                  |                |        |
| Џон Ример       | 1.500 м          | 4:11,2       | непознат | 7—9          |                  |                |        |
| Џон Ример       | 4.000 м препреке |              | 12:58,4  |              |                  |                |        |
| Фредерик Рендал | маратон          |              | НЗ       | НЗ           |                  |                |        |
| Вилијам Соард   | маратон          |              | НЗ       | НЗ           |                  |                |        |
| Јон Пул         | маратон          |              | НЗ       | НЗ           |                  |                |        |
| В. Тејлор       | маратон          |              | НЗ       | НЗ           |                  |                |        |
| Сидни Робинсон  | 2.500 м препреке |              | РН       |              |                  |                |        |
| Сидни Робинсон  | 4.000 м препреке |              | РН       |              |                  |                |        |
| Патрик Лихи     | скок увис        | 1,96         | 1,78     |              |                  |                |        |
| Патрик Лихи     | скок удаљ        |              | 6,71     | 5 КВ         | 6,95             |                |        |
| Патрик Лихи     | троскок          |              |          |              | РН               | 4 / 13         |        |
| Лонстон Елиот   | бацање диска     |              | 31,00 ЛР | 11           | Није се пласирао | =11. / 13 (15) |        |

Атлетичари Уједињеног Краљевства учествовали су у још две хендикеп трке и у екипној трци на 5.000 метара где је поред 4 Британца учествовао и један Аустралијанац. Освојена златна медаља у екипној трци не приписује се Уједињемном Краљевству него Мешовитом тиму.
Резултати
| 5000 м екипно |     | УК / Аустралија    | 26 бодова              |  |  |  |  |
| 5000 м екипно | 1.  | Чарлс Бенет        | 1 бод 15:29,2          |  |  |  |  |
| 5000 м екипно | 2.  | Џон Ример          | 2 бода Непознат        |  |  |  |  |
| 5000 м екипно | 6.  | Сидни Робинсон     | 6 бодова Непознат      |  |  |  |  |
| 5000 м екипно | 7.  | Алфред Тајсо       | 7 бодова Непознат      |  |  |  |  |
| 5000 м екипно | 10. | Стенли Роули (АУС) | 10 бодова Није завршио |  |  |  |  |

У хендикеп тркама су учествовали:
Хендикеп трка на 800 метара
- Чарлс Бенет 5—8. место

Хендикеп трка на 2.500 м са препрекама
- Џон Ример 5 место
- Синди Робинсон није завршио трку.

## Бициклизам
Према званичном извештају МОК, Уједињено Краљевство није учествовало у бициклизму.
- Освајач сребрне медаље Лојд Хилдебранд је британски бициклиста. Његову медаљу МОК је приписо Француској, вероватно зато што је Хилдебранд дуго живео У Француској и што му је супруга Францускиња.

## Веслање
Британија је у веслању имала једног такмичара, који је освојио бронзану медаљу.
| Дисциплина | Веслач       | Предтакмичење | Предтакмичење | Полуфинале | Полуфинале  | Финале   | Финале |
| Дисциплина | Веслач       | Резултат      | Место         | Резултат   | Место       | Резултат | Место  |
| ---------- | ------------ | ------------- | ------------- | ---------- | ----------- | -------- | ------ |
| скиф       | Сент Џорџ Еш | 6:38,8        | 1. у гр. 1    | 8:37,2     | 3. у пф 1 * | 8:15,6   |        |

* Из непознатих разлога, Еш је уложио протест на резултате полуфинала. Ерман Бареле и Андре Годен су се успротивили и одбили да даље учествују, уколико се Ешов протест уважи, али су касније попустили, јер су судије одлучиле да и Еш учествује у финалу. Због тога је финална трка имала 5 учесника.

## Мачевање
Ово је било прво учешће Уједињеног Краљевства у мачеваљу на ЛОИ. Учествовао је само један такмичар Eugène Plisson, у дисциплини флорет за професионалне тренере. Такмичење је завршио у првом кругу са непознатим резултатом.
Према овом  извору учествовала су још двојица у дисциплини мач појединачно: Josiah Frederick Dollin Bowden испао у четвртфиналу и Чарлс Њутн Робинсон, испао у првом колу.

## Пливање

#### Мушкарци
| Пливач             | Дисциплина       | Група             | Група             | Полуфинале        | Полуфинале        | Финале | Финале      | Белешка |
| Пливач             | Дисциплина       | Време             | Пласман           | Време             | Пласман           | Време  | Пласман     | Белешка |
| ------------------ | ---------------- | ----------------- | ----------------- | ----------------- | ----------------- | ------ | ----------- | ------- |
| Роберт Крошо       | 200 м слободно   |                   |                   | 2:40,0            | 2. у пф 1 кв      | 2:45,6 | 4 / 24 (26) |         |
| Роберт Крошо       | 200 м леђно      | 3:15,0            | 2. у пф. 1 кв     | Није завршио трку | Није завршио трку |        |             |         |
| Фредерик Стејплтон | 200 м препреке   | 3:18,4            | 3. у пф 1 кв      | 2:55,0            | 6 / 12            |        |             |         |
| Фредерик Стејплтон | 200 м слободно   | 2:47,0            | 2. у пф 5 кв      | 2:55,0            | 6 / 24 (26)       |        |             |         |
| Питер Кемп         | 200 м слободно   | 2:47,0            | 2. у пф 1         | Није се пласирао  | 11 / 24 (26)      |        |             |         |
| Питер Кемп         | 200 м препреке   | 3:12,0            | 1. у пф 3.        | 2:47,4            |                   |        |             |         |
| Џон Артур Џарвис   | 1.000 м слободно | 14:28,6           | 1. у пф. 1 КВ     | 13:40,2 ОР        |                   |        |             |         |
| Џон Артур Џарвис   | 4.000 м слободно | 1:01:48,4         | 1. у пф. 1. КВ    | 58:24,0 ОР        |                   |        |             |         |
| Томас Берџис       | 4.000 м слободно | 1:15:04,8         | 2. у пф. 1. кв    | 1:15:07,6         | 4 / 15 (29)       |        |             |         |
| Томас Берџис       | 1.000 м слободно | 16:54,0           | 2. у пф. 5 кв     | Није завршио трку | Није завршио трку |        |             |         |
| Томас Берџис       | 200 м леђно      | 3:50,4            | 3. у пф. 1 кв     | 3:12,0            | 5 / 15 (17)       |        |             |         |
| E. T. Jones        | 4.000 м слободно | Није завршио трку | Није завршио трку | Није се пласирао  | Није се пласирао  |        |             |         |
| Вилијам Хенри      | 4.000 м слободно | 1:22:58,4         | 3. у пф. 2. кв    | Није завршио трку | Није завршио трку |        |             |         |
| Вилијам Хенри      | 200 м препреке   | 3:14,4            | 2. у пф 2 КВ      | 2:58,0            | 6 / 12            |        |             |         |

## Стрељаштво

### Мушкарци
| Стрелац      | Дисциплина | Финале   | Финале  | Детаљи |
| Стрелац      | Дисциплина | Резултат | Пласман | Детаљи |
| ------------ | ---------- | -------- | ------- | ------ |
| Сидни Мерлин | трап       | 12       | 7—12/31 |        |

## Тенис

### Жене
| Дисциплина       | Тенисерка    | Прво коло          | Четвртфинале                                | Полуфинале                     | Финале                                 | Место |
| Дисциплина       | Тенисерка    | Противник Резултат | Противник Резултат                          | Противник Резултат             | Противник Резултат                     | Место |
| ---------------- | ------------ | ------------------ | ------------------------------------------- | ------------------------------ | -------------------------------------- | ----- |
| Жене појединачно | Шарлот Купер |                    | Маргарит Фурије · Француска · Поб. 6:2, 6:0 | Мерион Џоунс САД Поб. 6:2, 7:5 | Елен Право · Француска · Поб. 6:1, 6:4 |       |